# Scenskräck
För andra betydelser, se Rampfeber.
Scenskräck eller rampfeber är rädslan för att stå på scen. Det också förknippas med att stå inför större folkskaror, glossofobi. Begreppet ingår i ett större koncept med oro inför andras bedömning av ens prestation, ibland benämnt prestationsångest. 
Scenskräck kan drabba människor oavsett bakgrund eller erfarenhet, från de som är nybörjare på att framträda inför publik till de som har åratals erfarenhet av detta. Det kan också yttra sig vid situationer som till exempel anställningsintervjuer, och även skådespelare, komiker, musiker och politiker råkar ut för det. Många som annars inte har problem med att uttrycka sig och kommunicera upplever scenskräck i särskilda situationer.
Andra som lider av kronisk scenskräck har även problem med sociala fobier eller stress vid kontakt med andra människor. I skolan drabbas många av scenskräck i samband med muntliga redovisningar och presentationer. Var fjärde person anses undvika situationer där de tvingas att tala inför andra.

## Prestationsångest
Prestationsångest är ångest som personer kan få i samband med att de förväntas prestera något där andra personer har förväntningar på personen. Det kan vara allt från att hålla tal till att utföra större arbeten. Det är stor risk för prestationsångest när man får för höga krav på sig som man känner att man inte kan leva upp till. I samband med utmaningar av intellektuell eller idrottslig natur kan prestationsångesten bidra till ökad koncentration på uppgiften, men i exempelvis sexuella sammanhang kan ångesten tvärtom försämra ens prestation.
Prestationsångesten har ofta en botten i svag självkänsla och självkritik som getts för stor plats. Det är en allmän rädsla för att misslyckas som kan leda till en rädsla att ta sig an utmanande uppgifter.